# Селезньов Савва Андрійович
Савва Андрійович Селезньов (рос. Савва Андреевич Селезнёв; 1 квітня 1986, м. Єлабуга, СРСР) — російський хокеїст, лівий нападник. Виступає за «Єрмак» (Ангарськ) у Вищій хокейній лізі. 
Вихованець хокейної школи «Локомотив» (Ярославль). Виступав за «Нафтовик» (Альметьєвськ), ХК «Бєлгород», «Кристал» (Саратов), ХК «Липецьк», «Октан» (Перм), «Молот-Прикам'я» (Перм).
Брат: Яків Селезньов.